# Championnat du monde junior féminin de handball 2003
Navigation
Hongrie 2001 République tchèque 2005
Le championnat du monde junior féminin de handball 2003 est la 14e édition du tournoi. Il se déroule en Macédoine du 4 au 17 août 2003.
La Russie, menée par Emilia Toureï élue meilleure joueuse, conserve son titre en battant en finale la Hongrie. La Norvège complète le podium.

## Résultats

### Tour préliminaire
|   | Équipe   | Pts | J | G | N | P | Bp  | Bc  | Diff |
| - | -------- | --- | - | - | - | - | --- | --- | ---- |
| 1 | Croatie  | 8   | 4 | 4 | 0 | 0 | 145 | 101 | 44   |
| 2 | Suède    | 5   | 4 | 2 | 1 | 1 | 111 | 91  | 20   |
| 3 | Portugal | 4   | 4 | 2 | 0 | 2 | 115 | 102 | 13   |
| 4 | Japon    | 3   | 4 | 1 | 1 | 2 | 103 | 106 | -3   |
| 5 | Uruguay  | 0   | 4 | 0 | 0 | 4 | 58  | 132 | -74  |

|   | Équipe    | Pts | J | G | N | P | Bp  | Bc  | Diff |
| - | --------- | --- | - | - | - | - | --- | --- | ---- |
| 1 | Norvège   | 8   | 4 | 4 | 0 | 0 | 135 | 94  | 41   |
| 2 | Macédoine | 6   | 4 | 3 | 0 | 1 | 110 | 103 | 7    |
| 3 | Tchéquie  | 4   | 4 | 2 | 0 | 2 | 103 | 121 | -18  |
| 4 | Chine     | 2   | 4 | 1 | 0 | 3 | 121 | 127 | -6   |
| 5 | Congo     | 0   | 4 | 0 | 0 | 4 | 107 | 131 | -24  |

|   | Équipe               | Pts | J | G | N | P | Bp  | Bc  | Diff |
| - | -------------------- | --- | - | - | - | - | --- | --- | ---- |
| 1 | Russie               | 8   | 4 | 4 | 0 | 0 | 150 | 86  | 64   |
| 2 | Corée du Sud         | 5   | 4 | 2 | 1 | 1 | 100 | 107 | -7   |
| 3 | Danemark             | 3   | 4 | 1 | 1 | 2 | 104 | 104 | 0    |
| 4 | Brésil               | 2   | 4 | 1 | 0 | 3 | 107 | 137 | -30  |
| 5 | Serbie-et-Monténégro | 2   | 4 | 1 | 0 | 3 | 94  | 121 | -27  |

|   | Équipe    | Pts | J | G | N | P | Bp  | Bc  | Diff |
| - | --------- | --- | - | - | - | - | --- | --- | ---- |
| 1 | Hongrie   | 8   | 4 | 4 | 0 | 0 | 114 | 83  | 31   |
| 2 | Roumanie  | 5   | 4 | 2 | 1 | 1 | 107 | 87  | 20   |
| 3 | Allemagne | 5   | 4 | 2 | 1 | 1 | 99  | 81  | 18   |
| 4 | Pologne   | 2   | 4 | 1 | 0 | 3 | 98  | 91  | 7    |
| 5 | Algérie   | 0   | 4 | 0 | 0 | 4 | 62  | 138 | -76  |

### Tour principal
|   | Équipe    | Pts | J | G | N | P | Bp  | Bc  | Diff |
| - | --------- | --- | - | - | - | - | --- | --- | ---- |
| 1 | Croatie   | 10  | 5 | 5 | 0 | 0 | 169 | 147 | 22   |
| 2 | Norvège   | 8   | 5 | 4 | 0 | 1 | 164 | 132 | 32   |
| 3 | Suède     | 6   | 5 | 3 | 0 | 2 | 146 | 130 | 16   |
| 4 | Macédoine | 2   | 5 | 1 | 0 | 4 | 128 | 133 | -5   |
| 5 | Portugal  | 2   | 5 | 1 | 0 | 4 | 129 | 154 | -25  |
| 6 | Tchéquie  | 2   | 5 | 1 | 0 | 4 | 115 | 155 | -40  |

|   | Équipe       | Pts | J | G | N | P | Bp  | Bc  | Diff |
| - | ------------ | --- | - | - | - | - | --- | --- | ---- |
| 1 | Russie       | 10  | 5 | 5 | 0 | 0 | 158 | 122 | 36   |
| 2 | Hongrie      | 8   | 5 | 4 | 0 | 1 | 132 | 124 | 8    |
| 3 | Allemagne    | 5   | 5 | 2 | 1 | 2 | 111 | 110 | 1    |
| 4 | Corée du Sud | 3   | 5 | 1 | 1 | 3 | 117 | 137 | -20  |
| 5 | Danemark     | 3   | 5 | 1 | 1 | 3 | 120 | 129 | -9   |
| 6 | Roumanie     | 1   | 5 | 0 | 1 | 4 | 131 | 147 | -16  |

### Phase finale
|  | Demi-finales | Demi-finales | Demi-finales | Demi-finales |                               |        | Finale  | Finale  | Finale  | Finale  |
|  |              |              |              |              |                               |        |         |         |         |         |
|  | 16 août      | 16 août      | 16 août      | 16 août      |                               |        | 17 août | 17 août | 17 août | 17 août |
|  | Russie       | Russie       | 31           | 31           |                               |        | 17 août | 17 août | 17 août | 17 août |
|  | Russie       | Russie       | 31           | 31           |                               |        | 17 août | 17 août | 17 août | 17 août |
|  | Norvège      | Norvège      | 26           | 26           |                               |        | 17 août | 17 août | 17 août | 17 août |
|  | Norvège      | Norvège      | 26           | 26           | Russie                        | Russie | 26      | 26      |         |         |
|  | 16 août      |              |              |              | Russie                        | Russie | 26      | 26      |         |         |
|  |              |              | Hongrie      | Hongrie      | 24                            | 24     |         |         |         |         |
|  | Hongrie      | Hongrie      | Hongrie      | Hongrie      | 24                            | 24     | 37      | 37      |         |         |
|  | Hongrie      | Hongrie      |              |              |                               |        |         | 37      |         |         |
|  | Croatie      | Croatie      | 27           | 27           |                               |        |         |         |         |         |
|  | Croatie      | Croatie      | 27           | 27           | Match pour la troisième place |        |         |         |         |         |
|  |              |              |              |              |                               |        |         |         |         |         |
|  | 17 août      |              |              |              |                               |        |         |         |         |         |
|  | Norvège      | Norvège      | 35           | 35           |                               |        |         |         |         |         |
|  | Norvège      | Norvège      | 35           | 35           |                               |        |         |         |         |         |
|  | Croatie      | Croatie      | 30           | 30           |                               |        |         |         |         |         |
|  | Croatie      | Croatie      | 30           | 30           |                               |        |         |         |         |         |

### Matchs de classement
| Match                   | Équipe 1     | Score         | Équipe 2             |
| ----------------------- | ------------ | ------------- | -------------------- |
| Match pour la 5e place  | Allemagne    | 30-18 (11-8)  | Suède                |
| Match pour la 7e place  | Danemark     | 25-24 (14-12) | Macédoine            |
| Match pour la 9e place  | Corée du Sud | 34-28 (15-14) | Portugal             |
| Match pour la 11e place | Roumanie     | 37-27 (16-14) | Tchéquie             |
| Match pour la 13e place | Pologne      | 36-32 (20-11) | Congo                |
| Match pour la 15e place | Brésil       | 38-35 (20-18) | Chine                |
| Match pour la 17e place | Japon        | 29-28 (17-18) | Serbie-et-Monténégro |
| Match pour la 19e place | Algérie      | 27-18 (27-8)  | Uruguay              |

## Le vainqueur
| Champion du monde junior 2003 Russie 10e victoire |

## Classement final
| Rang                       | Équipe               |
| -------------------------- | -------------------- |
| Médaille d'or, Europe      | Russie               |
| Médaille d'argent, Europe  | Hongrie              |
| Médaille de bronze, Europe | Norvège              |
| 4e                         | Croatie              |
| 5e                         | Allemagne            |
| 6e                         | Suède                |
| 7e                         | Danemark             |
| 8e                         | Macédoine            |
| 9e                         | Corée du Sud         |
| 10e                        | Portugal             |
| 11e                        | Roumanie             |
| 12e                        | Rép. tchèque         |
| 13e                        | Pologne              |
| 14e                        | Congo                |
| 15e                        | Brésil               |
| 16e                        | Chine                |
| 17e                        | Japon                |
| 18e                        | Serbie-et-Monténégro |
| 19e                        | Algérie              |
| 20e                        | Uruguay              |

## Statistiques et récompenses

### Équipe-type du tournoi
L'équipe-type du tournoi est :
- Meilleure joueuse  : Emilia Toureï,  Russie
- Gardienne de but : Clara Woltering,  Allemagne
- Ailière gauche : Emilia Toureï,  Russie
- Arrière gauche : Didiane Oumba,  Congo
- Demi-centre : Evguenia Rvacheva,  Russie
- Pivot : Ane Brustuen,  Norvège
- Arrière droite : Renáta Mörtel (en),  Hongrie
- Ailière droite : Dijana Golubić (en),  Croatie

### Meilleures buteuses
Les meilleures buteuses sont :
| Rang | Joueuse                  | Nation            | Buts     | Buts   | Buts    | Buts     | Matchs | Moy. |
| Rang | Joueuse                  | Nation            | Total    | %      | 7m      | Champs   | Matchs | Moy. |
| ---- | ------------------------ | ----------------- | -------- | ------ | ------- | -------- | ------ | ---- |
| 1    | Millene Figueiredo       | Brésil            | 75 / 104 | 72,1 % | 22 / 27 | 53 / 77  | 8      | 9,4  |
| 2    | Ping Shen                | Chine             | 65 / 120 | 54,2 % | 6 / 8   | 59 / 112 | 8      | 8,1  |
| 3    | Nikica Pušić (en)        | Croatie           | 63 / 92  | 68,5 % | 29 / 35 | 34 / 57  | 9      | 7,0  |
| 4    | Kateřina Růžičková       | Tchéquie          | 61 / 117 | 52,1 % | 13 / 18 | 48 / 99  | 8      | 7,6  |
| 5    | Adina Laura Meiroșu (en) | Roumanie          | 60 / 122 | 49,2 % | 20 / 28 | 40 / 94  | 7      | 8,6  |
| 6    | Emilia Toureï            | Russie            | 52 / 64  | 81,3 % | 10 / 13 | 42 / 51  | 9      | 5,8  |
| 7    | Daniela Novevska         | Macédoine du Nord | 52 / 79  | 65,8 % | 7 / 0   | 45 / 79  | 8      | 6,5  |
| 8    | Ann Grete Nørgaard       | Danemark          | 50 / 79  | 63,3 % | 17 / 19 | 33 / 60  | 8      | 6,3  |
| 9    | Ana Amorim (en)          | Brésil            | 50 / 89  | 56,2 % | 3 / 4   | 47 / 85  | 8      | 6,3  |
| 10   | Karolina Kudłacz         | Pologne           | 50 / 98  | 51,0 % | 4 / 7   | 46 / 91  | 7      | 7,1  |
| 11   | Song Hai-rim (en)        | Corée du Sud      | 50 / 109 | 45,9 % | 18 / 23 | 32 / 86  | 8      | 6,3  |
| 12   | Fanny Lagerström (sv)    | Suède             | 48 / 88  | 54,5 % | 22 / 26 | 26 / 62  | 7      | 6,9  |
| 13   | Alexandrina Barbosa      | Portugal          | 48 / 90  | 53,3 % | 0 / 0   | 48 / 90  | 8      | 6,0  |
| 14   | Linn-Kristin Riegelhuth  | Norvège           | 47 / 90  | 52,2 % | 4 / 6   | 43 / 84  | 9      | 5,2  |
| 15   | Anita Bulath (en)        | Hongrie           | 43 / 83  | 51,8 % | 0 / 0   | 43 / 83  | 7      | 6,1  |

## Effectifs

### Champion du monde junior:Russie
L'effectif de la Russie, championne du monde junior, est,
- Anna Sedoïkina (GB)
- Elena Chaplina
- Lioudmila Motchalina
- Tatiana Chtchirova
- Lioudmila Postnova
- Natalia Boukhtienko
- Evguenia Ryaceva
- Ekaterina Andriouchina
- Olga Levina
- Anastasia Sinitsyna
- Natalia Tormozova (GB)
- Oxana Koroleva
- Anna Kochetova
- Iana Ouskova
- Emilia Toureï
- Elena Polenova

Sélectionneur
- Levon Akopyan

### Vice-champion du monde junior:Hongrie
L'effectif de la Hongrie, vice-championne du monde junior, est,, :
- Orsolya Herr (en) (GB)
- Renáta Kári Horváth
- Gabriella Szűcs (en)
- Katalin Jenőfi
- Renáta Mörtel (en)
- Orsolya Simon
- Valéria Szabó (en)
- Viktória Petróczi (en) (GB)
- Bernadett Bódi
- Melinda Vincze (en)
- Marianna Sütő
- Edina Orosz
- Olívia Kamper (en)
- Gabriella Juhász (en)
- Anita Bulath (en)
- Adrienn Blaskovits
- Ágnes Kocsis

Sélectionneur
- László Kovács

### Médaille de bronze:Norvège
L'effectif de la Norvège, médaille de bronze, est : 
- Ingrid Ødegård
- Alette Stang
- Hege Vifstad
- Linn Rosenlund
- Gøril Snorroeggen
- Tina Bjerke
- Mari Loe
- Marte Snorroeggen
- Janne Kandal
- Ingunn Birkeland
- Linn Kr. Riegelhut
- Siri Langseth
- Ane Brustuen
- Anja Edin
- Linn Jørum Sulland
- Ina M. Solberg

Sélectionneur
- Bent Dahl